# Strandkruidfamilie
De strandkruidfamilie (Plumbaginaceae) is een familie van tweezaadlobbige kruiden, heesters en soms lianen. De familie komt wereldwijd voor van arctische tot tropische gebieden, met concentratie van de Middellandse Zee tot Centraal-Azië. Kenmerkend is hun voorkomen in zoute omstandigheden, zoals zoutsteppes en zeekusten. Het is een niet al te grote familie van misschien zo'n achthonderd soorten.
In Nederland komen twee geslachten voor: Armeria met de enkele soort Engels gras (Armeria maritima) en Limonium met lamsoor (Limonium vulgare) en IJle lamsoor (Limonium humile).
In het Cronquist-systeem (1981) werd de familie geplaatst in de eigen orde Plumbaginales; en zo ook in het Wettstein-systeem (1935).